# Новий Полюс для Італії
Новий полюс для Італії, створений 15 грудня 2010 року як Polo della Nazioneта переймеований 25 січня 2011 року (також відоме журналістам як Terzo Polo  ), був координацією між парламентськими групами, а також виборчою коаліцією, створеною П'єр Фердінандо Казіні від "Союзу центру", Джанфранко Фіні від "Майбутнього та свободи для Італії", Франческо Рутеллі від "Альянсу для Італії" та Рафаеле Ломбардо від "Руху за автономію ".
У ньому також взяли участь Ліберальна партія Італії Стефано Де Луки та асоціація Verso Nord на чолі з колишнім мером Венеції Массімо Каччіарі .

## Історія коаліції

### Утримався від голосування про вотум недовіри Кальєндо
Під час висловлення недовіри заступнику міністра юстиції Джакомо Калієндо в серпні 2010 року новостворена група FLI, UDC, ApI та Руху за автономію вирішила утриматися  . П'єр Фердінандо Казіні визначив цей альянс як зону національної відповідальності  ; Франческо Рутеллі говорив про необхідність об'єднання сил, які хочуть проводити реформи і нести велику відповідальність  ; Лідер групи FLI Італо Боккіно також дотримується такої ж думки та написав у редакційній статті в Il Secolo d'Italia, що це відповідальність, яку часто топчуть насильницький партизанський дух, безмежна фракційність і партійність, яку ми не можемо частка  . Загалом утрималися 75  . Було багато, включно з газетами та інтелектуалами, які визначали цей союз між поміркованими як можливий зародок нового поляка    .

### Висловлення недовіри уряду Берлусконі IV
З огляду на вотум довіри Уряду, запланований на 14 грудня 2010 року, UDC, FLI та ApI висловлюють недовіру палаті. Оголошення було зроблено на прес-конференції 3 грудня 2010 відповідними лідерами П'єром Фердінандо Казіні, Джанфранко Фіні та Франческо Рутеллі, які оголосили, що на додаток до підписів депутатів їхніх парламентських груп (за винятком Джамп'єро Катоне). від FLI), депутати від Руху за автономію Рафаеля Ломбардо (раніше вийшли з більшості разом із представниками FLI), від Ліберальних демократів Даніели Мелькіорре та окремі депутати Джорджіо Ла Мальфа та Паоло Гуццанті також підписалися. Таким чином, рух набирає загалом 85 підписів, що, якщо додати до 232 підписів, зібраних під пропозицією про недовіру Демократичної партії та Italia dei Valori, досягає загалом 317 підписів, які санкціонували б падіння уряду. час голосування..
Однак під час голосування четверо людей дистанціювалися від вотуму недовіри: ліберальний демократ Мауріціо Грассано та три депутати FLI, Сільвано Моффа, Катіа Полідорі та Марія Грація Сілікіні (перша, яка до кінця прагнула посередництва з PdL, зрештою, не брав участі в голосуванні, тоді як інші двоє проголосували проти вотуму недовіри). Серед тих, хто приєднався до іншого вотуму недовіри, також було двоє перебіжчиків ( Антоніо Рацці та Доменіко Скіліпоті, обидва з Italia dei Valori ). Таким чином, з неучастю в голосуванні Антоніо Галіоне, хоча на користь Уряду (на додаток до практики президента Палати Джанфранко Фіні ) та утримання двох заступників SVP ( Зігфрід Бруггер і Карл Целлера ), Палата відхилила пропозицію про недовіру 314 голосами проти 311  .
Журналіст Corriere della Sera Альдо Кацзулло сприйняв народження коаліції як серйозну справу, сподіваючись на об’єднання поміркованих навколо цінностей, якими зараз нехтують: заслуги; законність; відповідальність; і нація   . Згодом парламентська координація оголошує спільну асамблею Нового полюса на 28 і 29 січня , забезпечуючи спільних кандидатів на наступні адміністративні вибори   і передбачаючи унітарні групи вже у великих містах (таких як Рим, де три основні партії, FLI, UdC і ApI, знаходяться в опозиції до мера Алеманно  ).
Асамблея, що відбулася в Тоді, змінила назву на New Polo для Італії  .

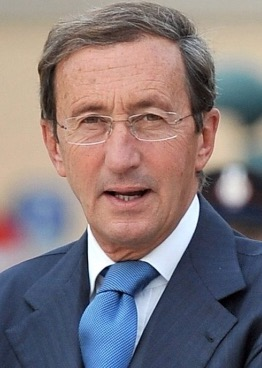
Джанфранко Фіні

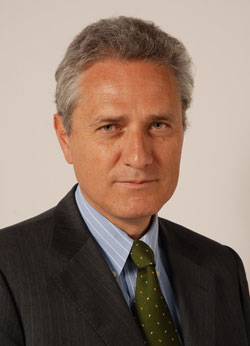
Франческо Рутеллі

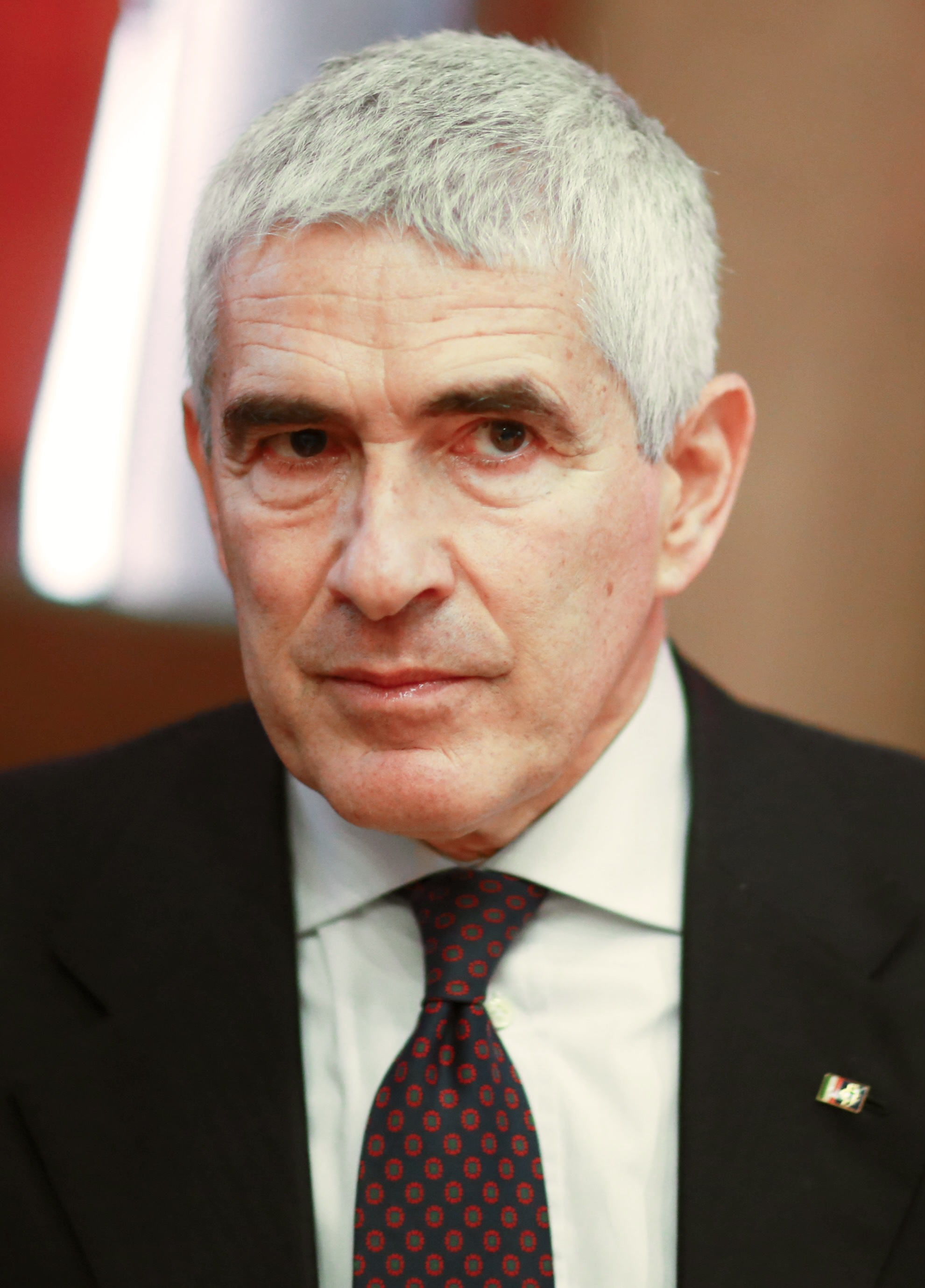
П'єр Фердинандо Казіні

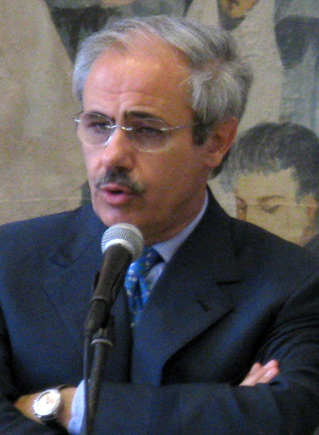
Рафаель Ломбардо

### Місцеві вибори 2011 року
З нагоди адміністративних виборів 2011 року, які відбудуться, серед іншого, у столицях Мілані, Турині, Болоньї та Неаполі, Nuovo Polo підтверджує свій вибір балотуватися разом:
- у Турині був обраний Альберто Музі, професор університету, ліберал і близький до Альянсу за Італію . Його підтримують п’ять списків: «Союз центру » (2,41%), «Майбутнє і свобода » (1,40%), «Альянс за місто» (0,77%), громадянський «Козіма Коппола» (0,35%), «Об’єднані соціалісти – PSI» (0,10%) і список, що складається з PLI та PSDI (0,10%) [18] [19] ;
- Мілан : після довгих переговорів з Габріеле Альбертіні, колишнім мером міста, вибір припав на Манфреді Палмері ( FLI ), президента Міланської міської ради. Два списки представили себе на підтримку кандидатури Палмері: Nuovo Polo per Milano (що складається з FLI, ApI, PLI, Verso Nord і MpA ) і Unione di Centro, два списки отримали відповідно 2,68% і 1,89% [20] [21] [22] ;
- Болонья : Нуово Поло збігається з ім'ям Стефано Альдрованді, об'єднуючись в єдиний список мерів Стефано Альдрованді, який отримує 4,74%;
- Неаполь : 7 березня Nuovo Polo офіційно висуває кандидатуру на посаду мера Раймондо Паскіно, ректора Університету Салерно та близького до Центрального союзу ; Є чотири списки, які підтримують Паскіно: Unione di Centro (5,20%), Futuro e Libertà (3,36%), Alleanza per l'Italia (1,46%) і громадянський La città con Pasquino mayor (1, 44%) [23] [24] .

### Група ApI-FLI в Сенаті
14 липня в Сенаті Республіки була сформована група Per il Nuovo Polo (ApI-FLI), що складається з 6 сенаторів Альянсу за Італію ( Франческо Рутеллі, Франко Бруно, Ріккардо Мілана, Клаудіо Молінарі, Емануела Байо та Джачінто Руссо ) та 6 сенаторів від «Майбутнього та свободи» ( Маріо Бальдассаррі, Кандідо Де Анджеліс, Джузеппе Вальдітара, Марія Іда Джермонтані, Барбара Контіні та Егідіо Дігіліо ), усі раніше зареєстровані у змішаній групі Сенату   . Формалізація народження групи супроводжувалася поширенням спільного маніфесту сенаторів (загалом 22), які визнають себе Новим полюсом для Італії, підписаного не лише парламентарями UDC, Fli, Api та Mpa, але також колишнім PD Нікола Россі та Мауріціо Фістаролом і колишнім PdL Енріко Муссо  . 3 листопада 2011 року Ніно Страно з FLI був доданий, досягнувши 23 років. 15 лютого новий сенатор Крістіна Де Лука від API також приєдналася, довівши число до 24.

### Я зміню Італію, перша національна конференція
22 липня 2011 року в Римі в Conciliazione Auditorium відбулася перша національна конференція Nuovo Polo. Його організували представники UdC, FLI, ApI та MpA. З 2000 місць в залі для глядачів сімсот отримали Центральний союз, стільки ж — Майбутнє і свобода, п’ятсот — Альянс за Італію, а решта сто — Рух за автономію .
Після вступу національного координатора Спілки Центру Фердінандо Адорнато виступило багато молодих людей (включаючи вісімнадцятирічного мера Бонеа Сальваторе Парадізо), студентів і парламентарів (включаючи Джанфранко Палью, заступника FLI, і Нікола Россі, колишній сенатор PD), не забуваючи про чотирьох національних експонентів: Франческо Рутеллі, який залишився вірним своїй концепції правління президентом, підтриманим значною більшістю, Раффаеле Ломбардо, який продовжує розглядати Південь як ресурс, з якого може початися розвиток, Пір Фердінандо Казіні, який неодноразово повторював можливе народження Третьої республіки, і нарешті Джанфранко Фіні, який виступає за те, щоб Новий полюс увійшов до більшості без Берлусконі  . Також було представлено стенд самої конференції  .

### Відставка Берлусконі та підтримка Монті
Після відставки Сільвіо Берлусконі Джорджо Наполітано розпочинає консультації, і делегація від Нового полюса, що складається з представників Палати та Сенату Союзу Центру, Майбутнього та Свободи та Альянсу за Італію на чолі з П’єром Фердінандо Казіні, стверджує, що готовий підтримати виконавчу владу на чолі з Маріо Монті (вважається найпопулярнішою особою, яка очолить технічний уряд) і надати останньому карт-бланш на склад уряду, таким чином визнаючи, що він повністю складається з міністрів, які не походять від сторін.

### Поразка на місцевих виборах 2012 року та розпад альянсу
На адміністративних виборах в Італії 2012 року, де Новий полюс балотувався об’єднаним лише в кількох містах, був дуже негативний результат цього альянсу, який часто розходився з Союзом Центру, Майбутнього та Свободи на підтримку правоцентристських мерів та Альянсу. для Італії на підтримку лівоцентристів .
Після цих результатів і розколу в коаліції о 21:34 8 травня 2012 року П'єр Фердінандо Казіні оголосив твітом про вихід UDC з альянсу  . З виходом найважливішої гілки альянсу та подальшим зближенням Альянсу за Італію з лівоцентристами  можна сказати, що Новий полюс був розпущений.

## Членство
Наступного дня після поразки вотуму недовіри підписанти офіційно заснували New Polo для Італії . Депутати від: 
- Unione di Centro (cristiano-democratici) di Pier Ferdinando Casini;
- Futuro e Libertà per l'Italia (liberalconservatori) di Gianfranco Fini;
- Alleanza per l'Italia (centristi) di Francesco Rutelli;
- Movimento per le Autonomie (meridionalisti) di Raffaele Lombardo;
- Liberal Democratici (liberali) di Daniela Melchiorre;
- Partito Liberale Italiano (liberali) di Stefano De Luca;
- Verso Nord (autonomisti) di Massimo Cacciari;
- l'ex esponente del Partito Repubblicano Italiano Giorgio La Malfa.

## В закладах

### палата представників
У Палаті депутатів Новий полюс для Італії міг розраховувати загалом на 82 депутати на момент її розпуску:
- 38 депутатів від групи Центрооб’єднання ;
- 26 депутатів від групи «Майбутнє і свобода для Італії» ;
- 7 депутатів Альянсу за Італію ;
- 4 депутати від Лібералів за Італію - група PLI ;
- 4 депутати від Руху за автономію ;
- 2 депутати від ЛДПР ;
- колишній секретар PRI Джорджіо Ла Мальфа .

### Сенат Республіки
У Сенаті Республіки Новий полюс для Італії міг розраховувати загалом на 26 сенаторів на момент свого розпуску:
- 9 сенаторів, які проживають у Центральній спілці, SVP та групі Автономії (Union Valdôtaine, MAIE, VersoNord, European Republican Movement, Italian Liberal Party), розподілені таким чином:
  - 5 сенаторів від Центрального союзу, з яких:
    - 4 Союзу християнських демократів і центру ;
    - 1 MAIE Мірелла Гіай, яка підписала угоду про співпрацю з UdC ;

  - 1 сенатор від PLI Енріко Муссо ;
  - 1 сенатор від VN Мауріціо Фістарол ;
  - 1 сенатор PRI (ex MRE ), Лучіана Сбарбаті ;
  - 1 сенатор від PSI Карло Віцціні ;
- 14 сенаторів від групи «За нове поло» (ApI-FLI) :
  - 7 сенаторів від «Майбутнього і свободи для Італії» ;
  - 7 сенаторів від Альянсу за Італію ;
- 3 сенатори від змішаної групи:
  - 2 сенатори від Руху за автономію ;
  - Нікола Россі, колишній поліцейський .

### Європейський парламент
У Європарламенті новий полюс для Італії міг розраховувати загалом на 10 євродепутатів на момент його розпуску:
- 8 депутатів, які проживають у Групі Європейської народної партії, розподілилися таким чином:
  - 5 депутатів від Центросоюзу ;
  - 3 депутати від «Майбутнього і свободи для Італії» ;
- 1 депутатів, які проживають у Групі Альянсу лібералів і демократів за Європу, розподілилися таким чином:
  - 1 депутат від Verso Nord Джанлука Суста .

## Примітка
1. ↑  Referendum, quorum ampio schiacciante la vittoria dei Sì Pd e Fli: "Ora il governo si dimetta" - Diretta aggiornata alle 22:48 del 13 giugno 2011 - Repubblica.it. Il Terzo Polo: "Il sì al referendum è un no grande come una casa al governo"
2. ↑  Patto Fini-Casini-Rutelli: nasce il fronte dei moderati. ultimenotizie.tv. Архів оригіналу за 13 листопада 2017. Процитовано 19 січня 2024.
3. ↑  Caliendo: Casini, astenersi prova responsabilità e serietà. udc-italia.it. {{cite web}}: |archive-date= вимагає |archive-url= (довідка)
4. ↑  Prove di centro. rainews24.rai.it. Архів оригіналу за 14 липня 2011. Процитовано 19 січня 2024.
5. ↑  Bocchino: nessun Terzo Polo ma area di responsabilità. notizie.virgilio.it. Архів оригіналу за 28 липня 2011. Процитовано 19 січня 2024.
6. ↑  Respinta la sfiducia a Caliendo. Rissa tra finiani ed ex. Alfano: «P3 frutto di un'elaborazione dei pm». ilsole24ore.com.
7. ↑  È partita sul terzo polo Il Pd: governo alla fine. bresciaoggi.it. Архів оригіналу за 18 січня 2012. Процитовано 19 січня 2024.
8. ↑  Il "Grande Centro": Cuando Caliendo el sol, sorge il "terzo polo". trentinoweb.it. {{cite web}}: |archive-date= вимагає |archive-url= (довідка)
9. ↑  Terzo Polo: Casini, non è manovra palazzo, si allarghera' nel paese. asca.it. Архів оригіналу за 16 липня 2011. Процитовано 19 січня 2024.
10. ↑  Camera dei deputati - XVI Legislatura - Seduta n. 408 di martedì 14 dicembre 2010 - Mozioni Franceschini, Donadi ed altri n. 1-00492 e Adornato ed altri n. 1-00511 di sfiducia al Governo (Seguito della discussione) - Votazione - Resoconto stenografico dell'Assemblea.
11. ↑  Il Nuovo Polo è una cosa seria. ffwebmagazine.it. Архів оригіналу за 3 листопада 2009. Процитовано 19 січня 2024.
12. ↑  Bene Cazzullo. Costruiamo “l’alternativa votabile”. generazioneitalia.it. Архів оригіналу за 19 січня 2011. Процитовано 19 січня 2024.
13. ↑  Terzo polo: assemblea 28-29 gennaio. ansa.it.
14. ↑  Il Terzo Polo prova un rilancio... imgpress.it. Архів оригіналу за 4 березня 2016. Процитовано 19 січня 2024.
15. ↑  Terzo Polo: Cesa, amministrative primo vero banco di prova. asca.it. Архів оригіналу за 17 січня 2011. Процитовано 19 січня 2024.
16. ↑  Manovre e alleanze prove generali di Terzo polo. roma.repubblica.it.
17. ↑  FINI, CASINI, RUTELLI, NASCE A TODI IL 'NUOVO POLO PER L'ITALIA'. Leggimi.eu.Сторінка Шаблон:Modulo:Chiarimento/styles.css не має контенту.FINI, CASINI, RUTELLI, NASCE A TODI IL 'NUOVO POLO PER L'ITALIA'. Leggimi.eu.
18. ↑  Comunali Torino, si presenta Musy, candidato Nuovo polo: Abolire ztl | Blitz quotidiano
19. ↑  Musy, l'outsider che piace al Terzo Polo- LASTAMPA.it. Архів оригіналу за 30 грудня 2011. Процитовано 19 січня 2024.
20. ↑  Il Terzo Polo ha scelto: sarà Manfredi Palmeri il candidato sindaco - Milano
21. ↑  http://www.ansa.it/web/notizie/regioni/lombardia/2011/03/04/visualizza_new.html_1559984980.html
22. ↑  Il Giorno - Milano - Terzo polo, in campo Palmeri Sfiderà Moratti e Pisapia
23. ↑  Napoli: Pasquino candidato Terzo Polo - Politica - ANSA.it
24. ↑  Pasquino scioglie la riserva "Candidato per il Terzo polo" - Napoli - Repubblica.it
25. ↑  Senato, Nasce gruppo parlamentare “Per il Terzo polo ApI-Fli
26. ↑  La Stampa; La maggioranza cambi cavallo e noi ci saremo.{{cite web}}:  Обслуговування CS1: Сторінки з параметром url-status, але без параметра archive-url (посилання)Сторінка Шаблон:Modulo:Chiarimento/styles.css не має контенту.La Stampa; La maggioranza cambi cavallo e noi ci saremo.{{cite web}}:  Обслуговування CS1: Сторінки з параметром url-status, але без параметра archive-url (посилання)
27. ↑  Manifesto del Terzo Polo.{{cite web}}:  Обслуговування CS1: Сторінки з параметром url-status, але без параметра archive-url (посилання)Сторінка Шаблон:Modulo:Chiarimento/styles.css не має контенту.Manifesto del Terzo Polo.{{cite web}}:  Обслуговування CS1: Сторінки з параметром url-status, але без параметра archive-url (посилання)
28. ↑  Casini archivia il Terzo polo: è superato, macerie sui moderati. Архів оригіналу за 14 травня 2012. Процитовано 19 січня 2024.
29. ↑  Rutelli: "Pronto ad allearmi con il Pd". {{cite web}}: |archive-date= вимагає |archive-url= (довідка)
30. ↑  "Da domani uniti in Parlamento" Prende vita il "Polo della Nazione" adnkronos 15 dicembre 2010. adnkronos.com.

## зовнішні посилання
- Офіційний сайт Альянсу за Італію .
- Офіційний сайт Future and Freedom for Italy .
- Офіційний сайт Центроспілки .
- Офіційний сайт Руху за автономію .
- Офіційний сайт Ліберальної партії Італії .
- Офіційний веб-сайт Verso Nord Archiviato   </link> .
- Офіційний сайт Giorgio La Malfa .